# Bảo tàng John Paul II và Giáo trưởng Wyszyński
Bảo tàng John Paul II và Giáo trưởng Wyszyński (tiếng Ba Lan: Muzeum Jana Pawła II i Prymasa Wyszyńskiego) là một bảo tàng tọa lạc tại số 1 phố Giáo trưởng August Hlond, Warsaw, Ba Lan. Trụ sở của bảo tàng này là tòa Đền thờ Chúa Quan Phòng.
Bảo tàng này là một tổ chức văn hóa cấp nhà nước do Bộ Văn hóa và Di sản Quốc gia và Tổng giáo phận Warsaw đồng điều hành. Hoạt động của bảo tàng tập trung vào việc giới thiệu cuộc đời và hoạt động của Giáo hoàng John Paul II và Giáo trưởng Stefan Wyszyński.

## Lịch sử
Bảo tàng này được thành lập vào ngày 15 tháng 4 năm 2016. Tiền thân của bảo tàng là một tổ chức do Tổng Giáo phận Warsaw điều hành, được thành lập vào ngày 18 tháng 5 năm 2010 theo sắc lệnh của Đức Tổng Giám mục Warsaw lúc bấy giờ là Hồng y Kazimierz Nycz.
Lễ khai trương chính thức Bảo tàng John Paul II và Giáo trưởng Wyszyński diễn ra vào ngày 16 tháng 10 năm 2019. Trong buổi lễ này có sự hiện diện của Tổng thống Cộng hòa Ba Lan Andrzej Duda.

## Triển lãm
Cuộc triển lãm chính của bảo tàng này nằm ở độ cao 26 mét. Diện tích của khu vực triển lãm là khoảng 2.000 mét vuông. Qua cuộc triển lãm này, khách tham quan bước vào một cuộc hành trình lịch sử, bắt đầu vào năm 1901 (năm sinh của Stefan Wyszyński) và kết thúc vào năm 2005 (năm Đức John Paul II qua đời).